# Jazīreh-ye Dārā
Jazīreh-ye Dārā (persiska: جزیره دارا) är en ö i Iran.   Den ligger i provinsen Khuzestan, i den centrala delen av landet, 700 km söder om huvudstaden Teheran. Arean är 3,6 kvadratkilometer.
Terrängen på Jazīreh-ye Dārā är mycket platt. Öns högsta punkt är 7 meter över havet. Den sträcker sig 3,6 kilometer i nord-sydlig riktning, och 2,2 kilometer i öst-västlig riktning.